# Galatea-Effekt
Der Galatea-Effekt ist eine Unterkategorie des Pygmalion-Effekts. Zurückführen lässt sich diese Abgrenzung auf Dov Eden, der sich mit einer Übertragung des Pygmalion-Effektes auf den betrieblichen Kontext beschäftigte. Er ging davon aus, dass die Erwartungen, die Vorgesetzte bezüglich ihrer Mitarbeiter haben, deren Leistungen und Vorankommen stark beeinflussen. Zusätzlich lässt sich ein Effekt der Erwartungen der Vorgesetzten auf die Erwartungen der Mitarbeiter bezüglich ihrer eigenen Fähigkeiten finden. Bei positiven Erwartungen des Vorgesetzten steigt so die Selbstwirksamkeitserwartung. Dies wird als Galatea-Effekt bezeichnet. Im Gegensatz zum Pygmalion-Effekt stehen hier die eigenen Erwartungen und nicht die eigenen Leistungen oder die Erwartungen des Vorgesetzten im Vordergrund. Ein Galatea-Effekt ist auch ohne einen Pygmalion-Effekt denkbar (indem die Erwartungen bei den Mitarbeitern gegenüber sich selbst erhöht werden).
Der Name geht zurück auf die Pygmalion-Sage der griechischen Mythologie, in der der Bildhauer Pygmalion eine Elfenbeinfigur namens Galatea erschafft, die später zum Leben erweckt wird und in die er sich verliebt.

## Golem-Effekt
Eine negative Variante des Galatea-Effekts ist der Golem-Effekt, der besagt, dass auch negative Erwartungen einer Autoritätsperson (z. B. Vorgesetzter oder Lehrer) zu verminderten Erwartungen der untergebenen Person an sich selbst führen und damit die Leistung und das Vorankommen stark beeinträchtigen. Benannt wurde der Effekt nach der mythischen Figur Golem, die in der jüdischen Mythologie eigentlich erschaffen wurde, um als Beschützer zu dienen, dann aber mehr korrupt und gewalttätig wurde und deswegen zerstört werden musste und wird in der Theorie mit einer selbsterfüllenden Prophezeiung verglichen.